# Danielle Carter (Fußballspielerin)
Danielle Carter (* 18. Mai 1993) ist eine englische Fußballspielerin, die seit 2023 für London City Lionesses spielt.

## Karriere

### Verein
Carter wechselte im Jahr 2009 aus der Jugendabteilung von Leyton Orient zum Serienmeister Arsenal LFC. Im Finale des FA Women’s Cup 2010 wurde sie eingewechselt, das Spiel ging jedoch mit 3:2 n. V. gegen den Everton LFC verloren. In den folgenden Jahren gewann Carter mit Arsenal bis 2012 drei englische Meisterschaften in Folge, zudem den FA Women’s Cup in den Jahren 2011, 2013 und 2014. 2020 wechselte Carter zum FC Reading.

### Nationalmannschaft
Carter nahm mit englischen Juniorinnenteams unter anderem an der U-17-Weltmeisterschaft 2008 und der U-20-Weltmeisterschaft 2010 teil. Sie debütierte am 21. September 2015 in einem EM-Qualifikationsspiel gegen Estland in der englischen A-Nationalmannschaft und erzielte beim 8:0-Sieg in Tallinn drei Tore.

## Erfolge
- 2010, 2011, 2012: Englische Meisterschaft (Arsenal LFC)
- 2011, 2013, 2014: FA Women’s Cup (Arsenal LFC)